# أبيجيل سكوت دونيواي
أبيجيل سكوت دونيواي (منذ 22 أكتوبر 1834 حتى 11 أكتوبر 1915) هي مدافعة عن حقوق المرأة الأمريكية، ومحررة صحيفة وكاتبة، وكان لجهودها دور فعال في الحصول على حقوق التصويت للنساء في الولايات المتحدة.
ولدت أبيجيل دونيواي باسم أبيجيل جين سكوت بالقرب من جروفلاند، إلينوي، لوالديها جون تاكر سكوت وآن رولوفسون سكوت. ومن بين الأطفال التسعة في عائلتها الذين نجوا من طفولتهم، كانت هي الثانية. نشأت في مزرعة العائلة وذهبت إلى مدرسة محلية بشكل متقطع. في مارس 1852، ضد رغبة أمها آن سكوت، التي كانت لديها مخاوف بشأن صحتها، نظم والدها جون مجموعة من 30 شخصًا و5 عربات تجرها الثيران للهجرة إلى ولاية أوريغون، على بعد 2400 ميل (3900 كم) عن طريق المسار. توفيت آن بسبب الكوليرا بالقرب من فورت لارامي، على طريق أوريغون، في يونيو، وتوفي ويلي، البالغ من العمر 3 سنوات، وهو أصغر طفل في الأسرة، في أغسطس على طول نهر بورنت في أوريغون. في أكتوبر، وصل المهاجرون إلى وجهتهم، لافاييت، في وادي ويلاميت. بعد التدريس في المدرسة في إيولا في أوائل عام 1853، تزوجت أبيجيل من بنيامين تشارلز دونيواي، وهو مزارع من إلينوي، في الأول من أغسطس. وأنجبا ستة أطفال: كلارا بيل (مواليد 1854)، ويليس سكوت (1856)، هوبرت (1859)، ويلكي كولينز (1861)، كلايد أوغسطس (1866)، ورالف رولوفسون (1869).
عملت عائلة دونيواي بالزراعة في مقاطعة كلاكاماس حتى عام 1857، ثم انتقلوا إلى مزرعة بالقرب من لافاييت. فقدوا هذه المزرعة الثانية بعد أن تخلف أحد الأصدقاء عن سداد مذكرة وافق عليها بنيامين. بعد فترة وجيزة، أصيب بنيامين بإعاقة دائمة بعد حادث، وكان على أبيجيل إعالة الأسرة. في البداية، افتتحت وأدارت مدرسة داخلية صغيرة في لافاييت. في عام 1866، انتقلت إلى ألباني حيث عملت بالتدريس في مدرسة خاصة لمدة عام، ثم افتتحت متجر قبعات وأفكار، وأدارته لمدة خمس سنوات. بسبب غضبها من قصص الظلم وسوء المعاملة التي نقلها إليها رواد متجرها المتزوجات، وبتشجيع من بنيامين، انتقلت إلى بورتلاند في عام 1871 لتأسيس نيو نورثويست، وهي صحيفة أسبوعية مخصصة لحقوق المرأة، بما في ذلك حق التصويت. نشرت العدد الأول في 5 مايو 1871، وتابعت العدد الجديد لمدة 16 عامًا.
قبل إلقاء خطاب أمام الهيئة التشريعية في ولاية أوريغون، قامت أبيجيل سكوت دونيواي بجولة في شمال غرب المحيط الهادئ بصحبة سوزان بي أنتوني الشهيرة، إحدى الأصوات الرائدة في حركة حق المرأة في التصويت. في عام 1872، دُعيت لمخاطبة المجلس التشريعي في ولاية أوريغون لطرح قضية حق المرأة في التصويت. كانت تظهر نيابة عن جمعية حق المرأة في التصويت في ولاية أوريغون، ولكن لم يرغب أحد في صداقتها، فقد كانت تخشى النساء ما قد يقوله أزواجهن والآخرون. وأخيرًا وجدت الدكتورة ماري سوتيل التي وافقت على المغامرة أيضًا في هذه المحمية المخصصة للذكور فقط. واجهت دونيواي انتكاسات شخصية مثل مشاكل صحية ومالية سيئة. عارض شقيقها هارفي دبليو سكوت، الذي كان أيضًا محرر صحيفة أوريغونيان حق المرأة في التصويت في العديد من المقالات الافتتاحية حول هذا الموضوع. استمرت على الرغم من المعارضة السياسية في شكل مقاومة محلية، والفشل المستمر في استفتاءات حق المرأة في التصويت على بطاقات الاقتراع في الولايات، والانقسامات مع منظمات الاقتراع الشرقية. دعمت هي وصحيفتها بنشاط مشروع قانون التاجر الوحيد وقانون ملكية المرأة المتزوجة، والذي أعطى، عند إقراره، نساء ولاية أوريغون الحق في امتلاك الممتلكات والسيطرة عليها.
أثمر إصرارها في عام 1912 عندما أصبحت ولاية أوريغون الولاية السابعة في الولايات المتحدة التي تمرر تعديل حق المرأة في التصويت. طلب منها الحاكم أوزوالد ويست الكتابة والتوقيع على إعلان الاقتراع المتساوي. وكانت أول امرأة تسجل نفسها للتصويت في مقاطعة مولتنوماه.
دُفنت دونيواي في مقبرة ريفر فيو في بورتلاند.